# Ergolding
Ergolding ist eine Marktgemeinde im niederbayerischen Landkreis Landshut.

## Geografie

### Geografische Lage

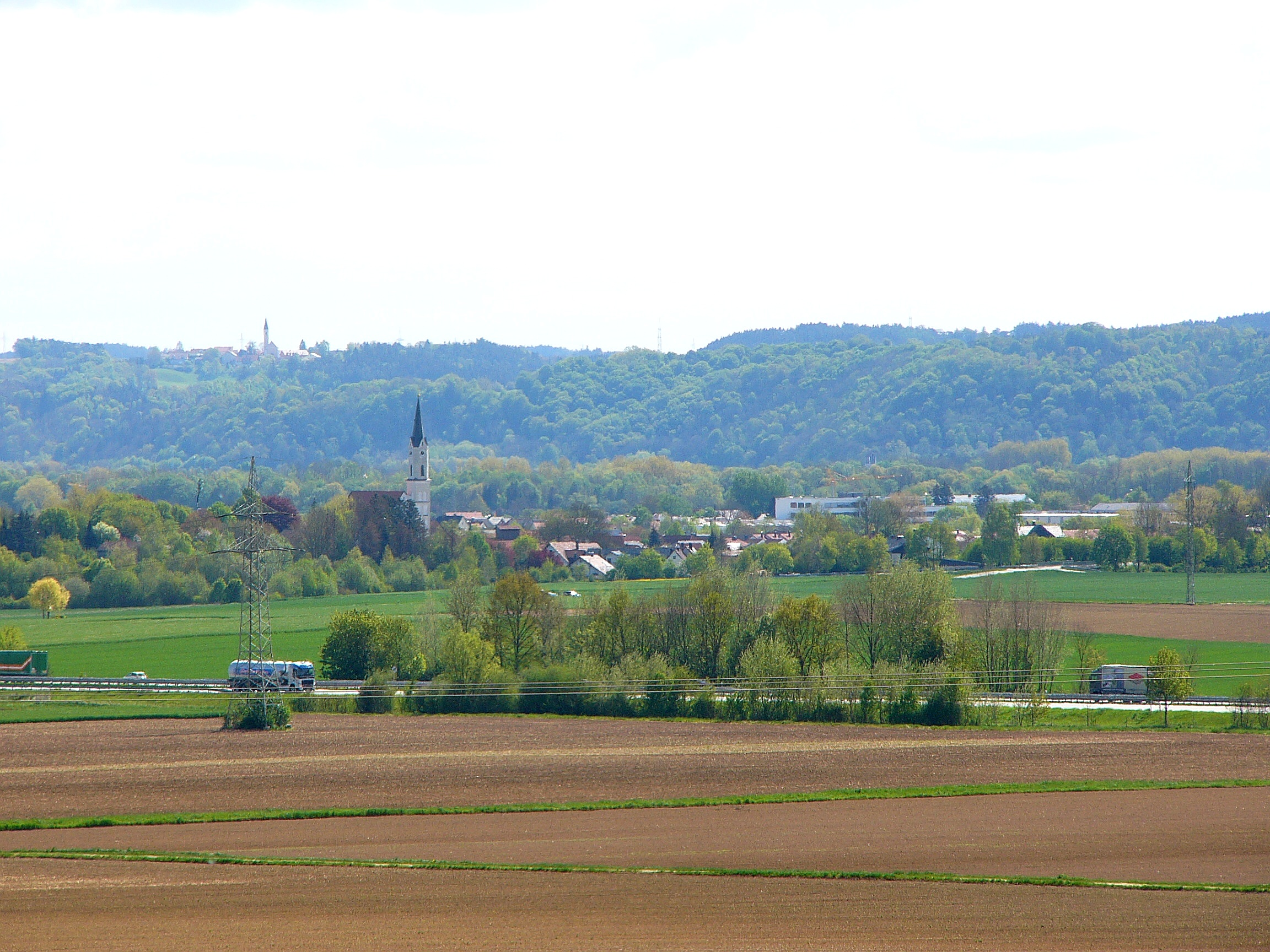
Ergolding mit St. Peter von Klosterholz aus gesehen

Ergolding grenzt direkt nördlich an die Regierungshauptstadt Niederbayerns Landshut, mit der es mittlerweile zusammengewachsen ist. Topographisch teilt sich Ergolding in das Isartal (südlich der A 92) und das Tertiärhügelland (nördlich der A 92).
Die Marktgemeinde liegt an der A 92 von Deggendorf (75 km) nach München (70 km) sowie an der B 11 und der B 15 von Regensburg (65 km) nach Rosenheim (90 km). Ergolding ist sowohl Südbayern als auch Ostbayern zuzuordnen.

### Gemeindegliederung
Es gibt 22 Gemeindeteile in zwei Gemarkungen:
| Gemarkung Ergolding                                       | Gemarkung Oberglaim                                                 | Gemarkung Oberglaim                                                         | Gemarkung Oberglaim                                                |
| --------------------------------------------------------- | ------------------------------------------------------------------- | --------------------------------------------------------------------------- | ------------------------------------------------------------------ |
| - Albing - Almenhof - Am Klosterholz - Ergolding - Piflas | - Brenneisen - Glöcklberg - Grandsberg - Hader - Hart - Käufelkofen | - Kopfham - Kottingrohr - Kreuth - Oberglaim - Oberwaltenkofen - Pfarrkofen | - Reitberg - Spitzlberg - Stehberg - Unterglaim - Unterwaltenkofen |

### Nachbargemeinden
| Weihmichl | Hohenthann                                  |           |
| Furth     | Kompassrose, die auf Nachbargemeinden zeigt | Essenbach |
| Altdorf   | Landshut                                    |           |

## Geschichte

### Bis zur Gemeindegründung
Das Gebiet um Ergolding war schon seit der Jungsteinzeit (ca. 2000 v. Chr.) besiedelt, wie Ausgrabungen in der Nachbargemeinde Altdorf belegen. Zur Zeit der Römer trafen sich hier zwei wichtige Handelsstraßen, an denen sich in kurzen Abständen Wachstationen und Rasthäuser befanden, aus denen sich später die heutigen Siedlungen entwickelten. Die eine Straße verlief am linken Isarufer vom heutigen Augsburg ins heutige Passau. Die zweite, eine so genannte Salzstraße verlief von Castra Regina (dem heutigen Regensburg) nach Süden. Die Isar wurde hierbei wahrscheinlich beim heutigen Altheim überquert. 1978 wurde nördlich von Ergolding ein römischer Friedhof entdeckt.
Um die erste Hälfte des 6. Jahrhunderts wurden viele Siedlungen im heutigen Bayern von landsuchenden germanischen Stämmen gegründet. Die Ortsnamen wurden vielfach aus dem Namen des Gründers durch Anhängen der Silbe -ing gebildet. So geht der Legende nach der Name Ergolding auf einen Thomas von Ergolda zurück.
Ab 788 war Ergolding Königsgut, nachdem Karl der Große den letzten Agilolfinger Herzog Tassilo III. wegen eines vorgeschobenen Vorwurfs des Ungehorsams abgesetzt hatte. Im Jahre 789 wurde die Siedlung erstmals in einer Schriftquelle erwähnt. Die nächst späteren direkten Nennungen in Urkunden datieren auf die Jahre 822 und 824. Diesen Dokumenten zufolge fanden hier Gerichts- oder Landtage statt. 1007 ging Ergolding in den Besitz des Bamberger Hochstifts über. Ab dem 13. Jahrhundert befand es sich wieder im Besitz der bayerischen Herzöge und besaß einen Landgerichtshof (bis 17. Jahrhundert). Im 15. Jahrhundert bestand Ergolding aus etwa 100 Anwesen. 1504 wurde es im Landshuter Erbfolgekrieg gänzlich niedergebrannt. Durch die enge Nachbarschaft zum 1204 von Ludwig dem Kelheimer gegründeten Landshut entwickelte sich das Dorf nicht zum Markt, sondern blieb bis zum Zweiten Weltkrieg landwirtschaftlich ausgerichtet. 1808 wurde Ergolding mit Piflas und Albing zu einer Gemeinde zusammengeschlossen.

### 20. Jahrhundert
Nur zwei Tage nach dem Einmarsch amerikanischer Truppen in Landshut, am 3. Mai 1945, wurde 1,1 km südöstlich des Zentrums von Ergolding durch die United States Army Air Forces (USAAF) der kurzlebige Militärflugplatz Ergolding eingerichtet. Der als Advanced Landing Ground „R-71“ bezeichnete Flugplatz wurde als Versorgungs- und Evakuierungsflugplatz betrieben und bereits am 15. Juni 1945 wieder verlassen.
Nach dem Zweiten Weltkrieg siedelten sich vor allem viele Heimatvertriebene in Ergolding an, wodurch es zu einem großen Anstieg der Einwohnerzahl kam. Am 17. Juli 1976 wurden Ergolding die Marktrechte verliehen.

### Ausgliederung
Die Siedlung Hascherkeller wurde am 1. Juli 1974 von Ergolding in die kreisfreie Stadt Landshut umgegliedert.

### Eingemeindungen
Im Zuge der Gebietsreform in Bayern wurde am 1. Mai 1978 die Gemeinde Oberglaim mit Ausnahme der Einöde Lehen (rund zwölf Einwohner, nach Hohenthann) eingegliedert.

#### Einwohner
Gemäß Bayerischem Landesamt für Statistik  haben sich die Einwohnerzahlen jeweils zum 31. Dezember eines Jahres wie folgt entwickelt:
| Stand | Einwohner |
| ----- | --------- |
| 1960  | 04.621    |
| 1970  | 06.397    |
| 1980  | 08.277    |
| 1990  | 09.977    |
| 1995  | 10.747    |

| Stand | Einwohner |
| ----- | --------- |
| 2000  | 11.126    |
| 2005  | 11.471    |
| 2006  | 11.554    |
| 2007  | 11.631    |
| 2008  | 11.691    |
| 2009  | 11.720    |

| Stand | Einwohner |
| ----- | --------- |
| 2010  | 11.787    |
| 2011  | 11.634    |
| 2012  | 11.681    |
| 2013  | 11.774    |
| 2014  | 11.972    |
| 2015  | 12.193    |
| 2016  | 12.232    |
| 2017  | 12.483    |
| 2018  | 12.571    |
| 2019  | 12.720    |

| Stand | Einwohner |
| ----- | --------- |
| 2020  | 12.871    |
| 2022  | 13.272    |

| Alter         | Einwohner nach Alter in Prozent |
| ------------- | ------------------------------- |
| jünger als 18 | 17,0 %                          |
| 18 bis 29     | 13,9 %                          |
| 30 bis 49     | 29,4 %                          |
| 50 bis 64     | 21,0 %                          |
| älter als 65  | 18,7 %                          |

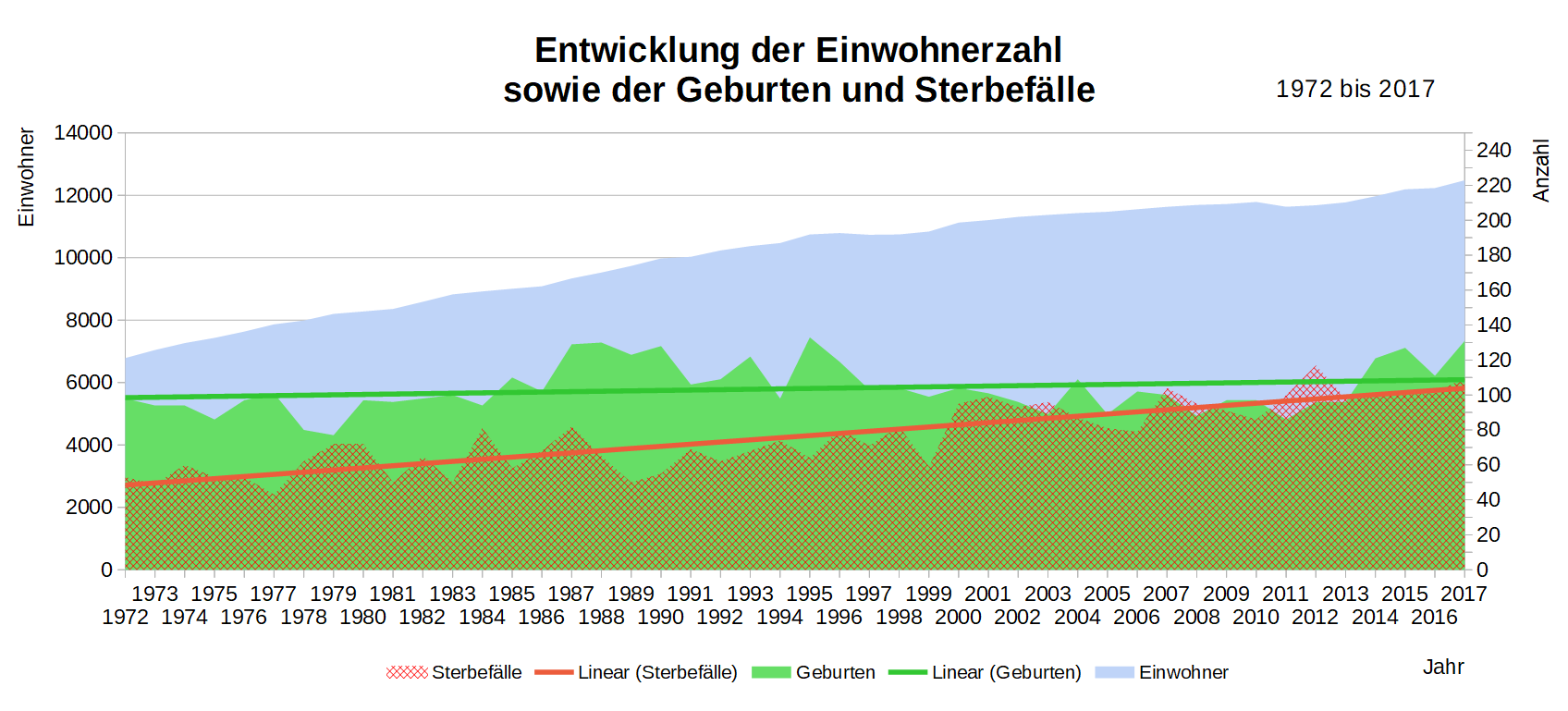

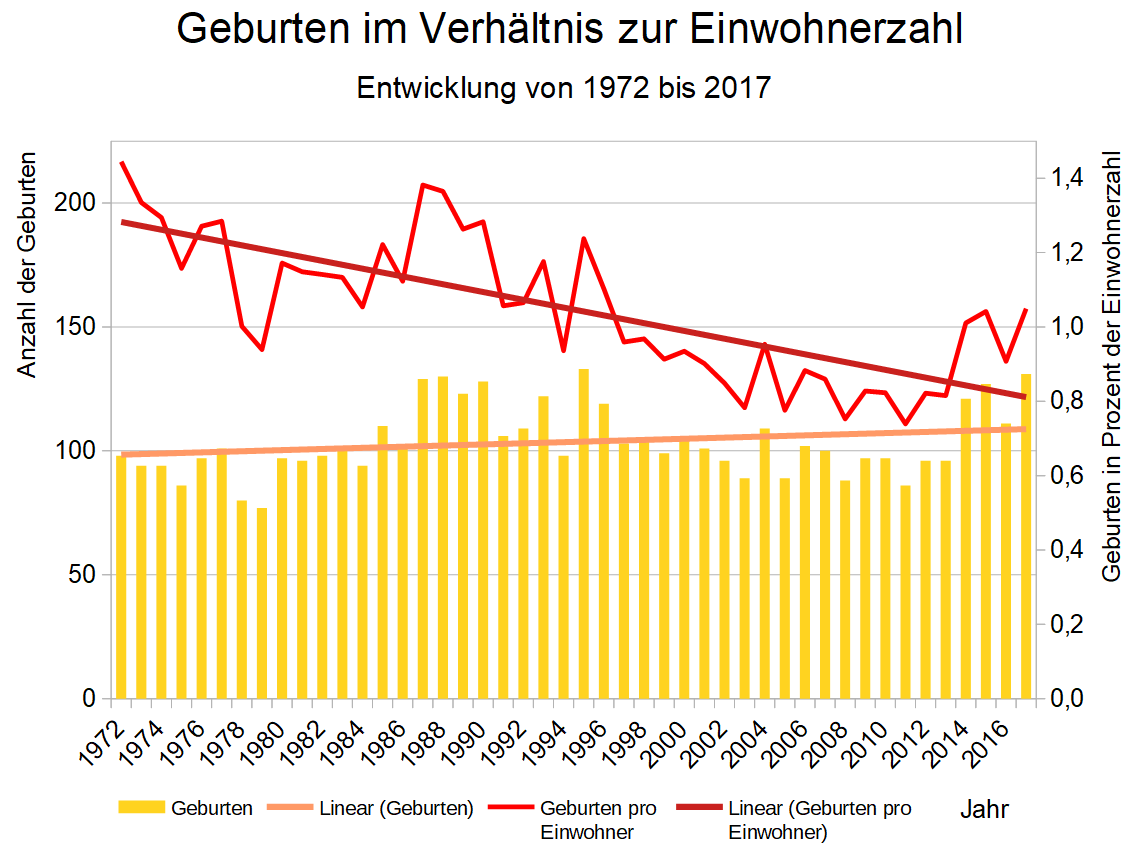

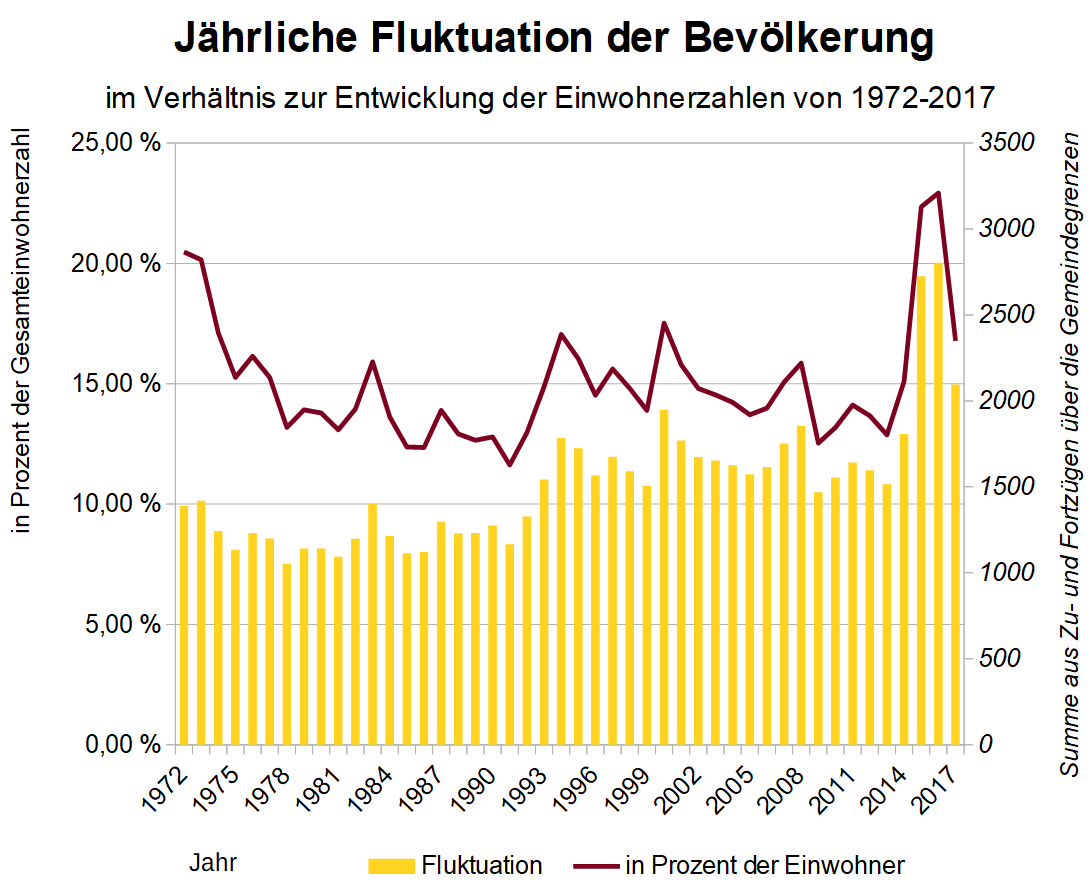

Die Grafik zur Bevölkerungsentwicklung der Jahre 1972 bis 2017 zeigt, dass diese bis auf die zweite Hälfte der 1990er Jahre und die erste Hälfte der 2010er Jahre im Wesentlichen positiv war. 2017 hat die Einwohnerzahl vorerst einen Höchststand erreicht. Dieses Wachstum generiert sich sowohl durch Zuzug von außen, aber auch einem noch positiven Saldo aus Geburten und Sterbefällen. Die Grafik zum Verhältnis der Anzahl der Geburten zur Einwohnerzahl zeigt seit den 1990er Jahren eine deutlich sinkende Tendenz. Seit der zweiten Hälfte der 2010er Jahre stieg dieses Verhältnis – parallel zum zu diesem Zeitpunkt wieder einsetzenden Zuzug nach Ergolding – erstmals wieder an. 
Mit dem Wachstum der Einwohnerzahlen hat aber auch die Fluktuation der Bevölkerung (Zu- und Fortzüge über die Gemeindegrenzen) zugenommen. Betrug die durchschnittliche Fluktuation in den Jahren 1995 bis 2014 im Schnitt 1655 Personen, so nahm diese im Zeitraum von 2015 bis 2016 sprunghaft auf durchschnittlich 2765 Personen zu. Im Jahr 2017 betrug die Fluktuation z. B. 2095 Personen. Bezogen auf die Gesamteinwohnerzahl sind dies knapp 17 Prozent.

## Politik
Acht Monate nach Kriegsende fanden am 27. Januar 1946 die ersten Kommunalwahlen (Gemeinderatswahlen) in den kreisangehörigen Gemeinden Bayerns statt. In den Monaten April und Mai 1946 folgten dann noch die ersten Wahlen der Bürgermeister, Landräte sowie Kreistage. 2006 wurde das 60-jährige Jubiläum begangen.
Die Gemeinde Ergolding ist Mitglied in folgenden Zweckverbänden:
- Regionaler Planungsverband Landshut
- Zweckverband zur Wasserversorgung der Isar-Gruppe I
- Zweckverband zur Wasserversorgung Rottenburger Gruppe Pattendorf

Außerdem nimmt sie teil am Dialogforum Ost-Süd-Umfahrung Landshut.
Die Gemeindeverwaltung erbringt 304 verschiedene behördliche Leistungen.

### Haushalt
2014 betrugen die Steuereinnahmen 16,7 Millionen Euro. Für 2015 wurden 23,4 Millionen erwartet: 17 Millionen Euro aus der Gewerbesteuer und 7 Millionen Euro aus der Einkommenssteuerumlage. Die Kreisumlage 2015 betrug rund 12 Millionen Euro (2014: 8,6 Millionen Euro). Damit hatte der Markt Ergolding im Landkreis Landshut die höchsten Steuereinnahmen. In Regierungsbezirk Niederbayern lag man diesbezüglich auf Platz 27 (2014: Platz 61).
2015 war der Markt Ergolding schuldenfrei und die Rücklagen betrugen etwa 55 Millionen Euro. Bis 2017 stiegen diese auf 70 Millionen Euro an. Zum 31. Dezember 2018 betrugen die voraussichtlichen Rücklagen 62,4 Millionen Euro. Zur Finanzierung des Haushalts 2019 wurde eine Entnahme in Höhe von 12,3 Millionen Euro eingeplant.
Die Kreisumlage erhöhte sich 2017 auf rund 14 Millionen Euro.

### Gemeinderat
Der Gemeinderat besteht aus 24 Personen. Nach der Kommunalwahl 2020 (zum Vergleich Kommunalwahl 2014) sind darunter 19 (16) Männer und fünf (acht) Frauen. Sie führte zu folgender Sitzverteilung im Marktgemeinderat:
- Freie Wähler 11 (10) Sitze,
- CSU 7 (9) Sitze,
- SPD 2 (2) Sitze,
- ÖDP 3 (2) Sitze
- FDP 1 (1) Sitz.

Bei der Wahl waren 10.045 (9713) Bürger stimmberechtigt. 5.750 (5312) davon haben als Wähler teilgenommen, was einer Wahlbeteiligung von 57,2 (54,96) Prozent entspricht.

### Bürgermeister

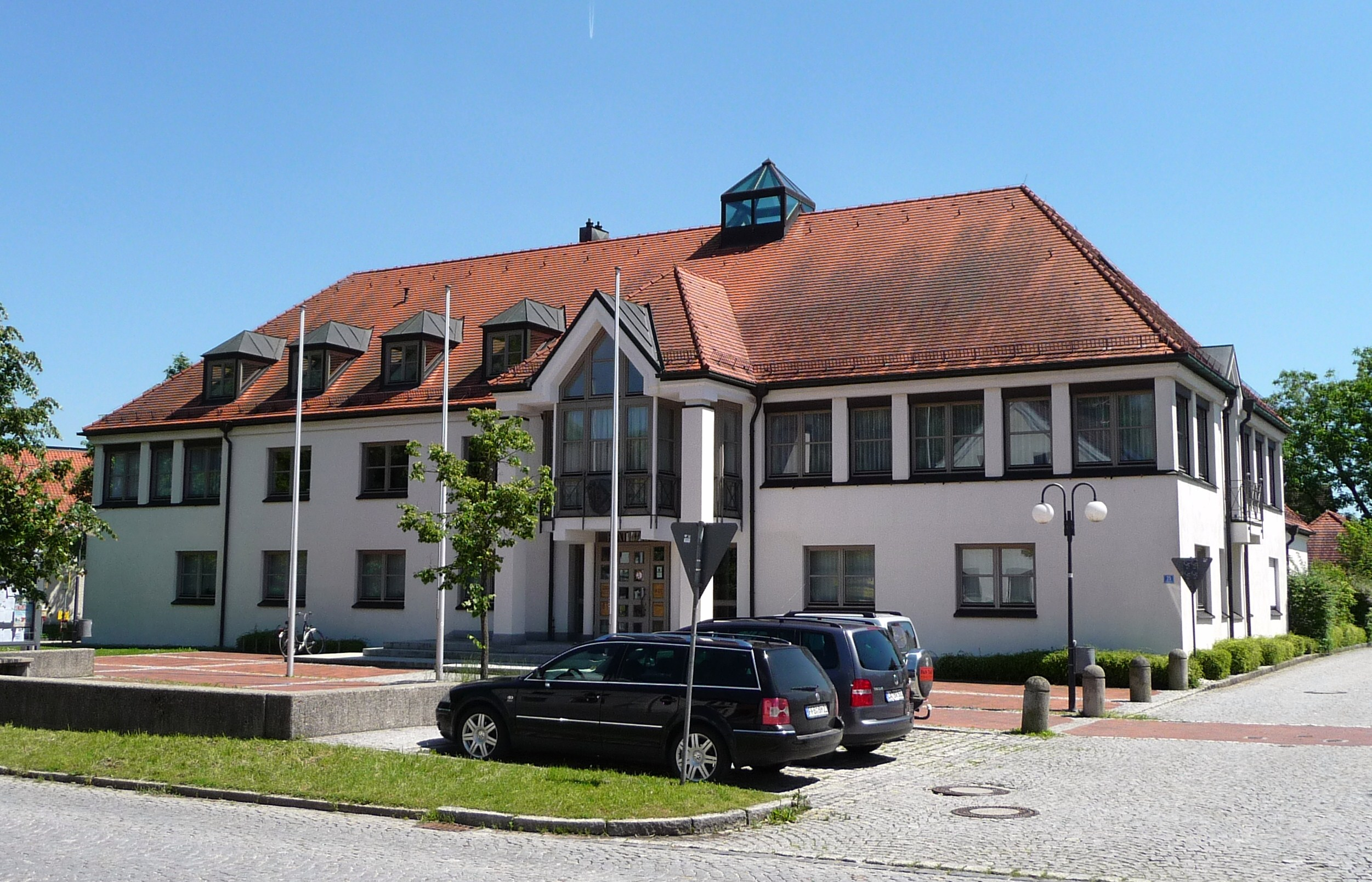
Das Rathaus

Bis 2014 war Josef Heckner (Freie Wähler) Bürgermeister. Er wurde im Jahr 2008 Nachfolger von Hans Bauer (CSU). Bei den Kommunalwahlen 2014 wurde Andreas Strauß (Freie Wähler) mit 70,53 Prozent der Stimmen zu seinem Nachfolger gewählt. 2020 wurde Strauß mit 71 Prozent im Amt bestätigt.
Ehemalige Bürgermeister
| Amtszeit  | Bürgermeister |
| --------- | ------------- |
| 1978–2008 | Hans Bauer    |
| 2008–2014 | Josef Heckner |

### Wappen
| Wappen von Ergolding | Blasonierung: „Gespalten von Silber und Blau, vorne eine bewurzelte grüne Linde mit sieben Blättern, hinten ein silberner Seitensparren.“ |
| Wappen von Ergolding | Wappenbegründung: Die heraldisch stilisierte Linde symbolisiert die alte Gerichtsstätte im ehemaligen agilolfingischen Herzogshof und im karolingischen Königshof Ergolding. Noch im 17. Jahrhundert war Ergolding Sitz eines Schergenamtes und Gerichtsstätte des landesherrlichen Richters von Rottenburg. Die Gerichtslinde beim Gasthaus Rogl (Lindenwirt) ist heute noch als Naturdenkmal erhalten. Der Seitensparren stammt aus dem Siegel des Thomas von Ergolding aus dem Jahr 1296 und verweist auf das alte Ortsadelsgeschlecht der Ergoldinger. Die Tingierung in Silber und Blau orientiert sich an den bayerischen Landesfarben und unterstreicht die historische Zugehörigkeit zum Herrschaftsbereich der Wittelsbacher. Dieses Wappen wird seit 1956 geführt. |

### Bürgerbeteiligung

#### Informationsquellen
Der Markt Ergolding verfügt über ein Ratsinformationssystem, über das Informationen z. B. zum Gemeinderat, dessen Sitzungen und den Tagesordnungen der jeweiligen Sitzungen abrufbar sind. Monatlich wird mit dem „Ergoldinger Marktboten“ kostenlos ein Informationsbrief an alle Haushalte verteilt. Diese stehen auch auf der Homepage des Marktes zum Download zur Verfügung. Im Juli 2014 ist die 13. Auflage der Neubürgerbroschüre erschienen.

### Gemeindepartnerschaften
- Italien: Seit dem 29. September 1989 besteht mit Mattarello (ein Stadtteil von Trient) eine Gemeindepartnerschaft. Vom 24. bis 26. Oktober 2014 wurde ihr 25-jähriges Bestehen gefeiert.[27]
- Deutschland: Essenbach
- Deutschland: Ergoldsbach

## Wirtschaft und Infrastruktur
In Folge einer entsprechenden Bewertung seiner Wirtschaftskraft wurden dem Markt Ergolding – wie bereits von 2015 bis 2019 – auch für das Jahr 2020 vom Freistaat Bayern keine Schlüsselzuweisungen zugeteilt.
| Zuweisungen an  | Jahr | Jahr | Jahr | Jahr | Jahr | Jahr |
| Zuweisungen an  | 2015 | 2016 | 2017 | 2018 | 2019 | 2020 |
| --------------- | ---- | ---- | ---- | ---- | ---- | ---- |
| Markt Ergolding | 0    | 0    | 0    | 0    | 0    | 0    |

### Gewerbe und Industrie
In Ergolding befindet sich ein Industriegebiet, das direkt mit dem Industriegebiet Landshut-Nord zusammenhängt. Das Werksgelände von BMW, zugleich die größte in Ergolding niedergelassene Firma, liegt auf Landshuter und auf Ergoldinger Gebiet zugleich. Außerdem befinden sich im Industriegebiet viele mittelständische Industriebetriebe. Der Markt Ergolding hat von BMW den Zuschlag für den Bau eines Ingenieurzentrums sowie eines Lagers erhalten.
Als neues Gewerbe- und Industriegebiet wird die Fläche zwischen den Bahnlinien erschlossen. Dieses bisher vor allem auf Einzelhandel und Dienstleistungssektor ausgerichtete Areal schließt nördlich an das bestehende Industriegebiet an und wird durch die Ende der 1990er-Jahre erbaute Mattarelloallee (Nordanbindung an die St 2143) erschlossen.
Auch der Ortsteil Piflas verfügt an der Alten Regensburger Straße über ein Gewerbegebiet, in dem sich in erster Linie der Einzelhandel und kleinere Betriebe des Dienstleistungssektors niedergelassen haben.

### Breitbandversorgung
Im Rahmen der Richtlinie zur Förderung des Aufbaus von Hochgeschwindigkeitsnetzen im Freistaat Bayern vom 10. Juli 2014 steht den Gemeinden ein Förderbetrag von mindestens 500.000 Euro und maximal 950.000 Euro zur Verfügung; für Ergolding beträgt dieser 670.000 Euro.

### Land- und Forstwirtschaft
Bestanden im Jahr 1999 noch 75 landwirtschaftliche Betriebe, ging deren Zahl bis 2010 auf 54 zurück.
| Betriebsgröße in ha | Anzahl der Betriebe | Anzahl der Betriebe |
| Betriebsgröße in ha | 1999                | 2010                |
| ------------------- | ------------------- | ------------------- |
| unter 5             | 9                   | 1                   |
| 5 bis unter 10      | 10                  | 7                   |
| 10 bis unter 20     | 11                  | 12                  |
| 20 bis unter 50     | 35                  | 21                  |
| 50 oder mehr        | 10                  | 13                  |
| Gesamt              | 75                  | 54                  |

### Bauen und Wohnen
| Ortsteil                       | Wohnbauflächen ausgewiesene Baugebiete | unbeplanter Innenbereich | ausgewiesene gewerbliche Bauflächen | Ackerland |
| ------------------------------ | -------------------------------------- | ------------------------ | ----------------------------------- | --------- |
| Ergolding                      | 300 €                                  | 300 €                    | 115 €                               | 12 €      |
| Ergolding                      | 300 €                                  | 300 €                    | 165 € Industriestraße               | 12 €      |
| Piflas                         | 310 €                                  | 310 €                    | 165 €                               | 12 €      |
| Käufelkofen                    | 160 €                                  | 160 €                    |                                     | 7 €       |
| Kopfham                        |                                        | 110 €                    |                                     | 7 €       |
| Unterglaim                     |                                        | 110 €                    |                                     | 7 €       |
| Oberglaim                      |                                        | 110 €                    |                                     | 7 €       |
| SO Gartenhausgebiet Brenneisen | 20 €                                   | 20 €                     | 20 €                                | 20 €      |

### Energie
Heute (Stand: 21. Februar 2014) liegt der Stromverbrauch in Ergolding bei etwa 85.077 MWh/Jahr. Dem stehen etwa 19.066 MWh/Jahr auf dem Gebiet des Marktes produzierten Stromes aus regenerativen Energiequellen (erfasst über das EEG – Erneuerbare Energien Gesetz) entgegen. Damit liegt der Anteil an Strom aus erneuerbaren Energien in Ergolding bei 22 %. (Zum Vergleich: Im Landkreis Landshut beträgt dieser Anteil 43 %.) Der größte Zubau fand in den Jahren 2009 bis 2012 statt.
Jährlich wird vom Markt Ergolding ein mit 500 Euro dotierter „Preis für Umweltschutz und Energieeinsparung“ vergeben.

#### Biomasse
Zirka 171 MWh/Jahr werden in einer Biomasseanlage auf dem Gebiet des Marktes Ergolding erzeugt. Die Biogasanlage befindet sich in:
- Unterglaim – 30 kWelektrisch.

#### Photovoltaik
Fast 18.480 MWh/Jahr Solarstrom werden auf dem Gebiet des Marktes Ergolding mit etwa 497 Anlagen auf Dächern von privaten wie gewerblich oder landwirtschaftlich genutzten Gebäuden produziert. Die installierte elektrische Leistung beträgt knapp 18 MWpeak.

#### Windkraft
Etwa 415 MWh/Jahr Windstrom werden auf dem Gebiet des Marktes Ergolding in einer Windkraftanlage produziert. Diese Anlage befindet sich in:
- Oberwaltenkofen – 630 kWelektrisch.

Mit Bescheid vom 13. Januar 2014 wurde von der Regierung von Niederbayern die Sechste Verordnung zur Änderung des Regionalplans Landshut für verbindlich erklärt, die die Verfügbarkeit von Flächen für die Windkraft regelt. Diese sieht weder Vorranggebiete noch Vorbehaltsgebiete in Ergolding vor. Im April 2013 befand sich der Markt im Verfahren zur Änderung des Flächennutzungsplanes, um weitere Konzentrationszonen für die Windkraftnutzung auszuweisen. Eine Machbarkeitsstudie zur Realisierung eines Windparks zur Versorgung von bis zu 18.000 Haushalten mit elektrischem Strom mit acht bis zu 200 m hohen Windrädern zwischen Bruckbach (Gemeinde Essenbach) und Weihenstephan (Gemeinde Hohenthann) wurde abgeschlossen und lag Juni 2014 zur Einsichtnahme in den Gemeinden Ergolding und Essenbach auf. Dagegen formierte sich Widerstand durch die Bürgerinitiative „Gegenwind“. Im Januar 2017 wurde der neue Flächennutzungsplan verabschiedet. Flächen für die Nutzung von Windkraft sind darin nicht mehr vorgesehen.

#### Wasserkraft
Auf dem Gebiet des Marktes Ergolding gibt es keine Wasserkraftanlagen.

### Öffentliche Einrichtungen
Insgesamt drei Freiwillige Feuerwehren gibt es aufgeteilt auf die Ortsteile Ergolding, Oberglaim und Piflas. Der 3. Platz des Ostbayerischen Feuerwehrpreises ging 2014 an die Freiwillige Feuerwehr Piflas für ihr umfangreiches Konzept für eine strukturierte Arbeit zur Mitgliedergewinnung.
Ergolding besitzt mit dem Ergomar ein Hallen- und Freibad.

### Bildung
In der Gemeindebücherei stehen neben Büchern, Zeitschriften, Zeitungen und Hörbüchern auch E-Books zur Ausleihe zur Verfügung.

#### Schulen
Der Markt Ergolding verfügt über folgende schulischen Einrichtungen:
- Grundschule Piflas
- Grund- und Mittelschule Ergolding
- Staatliche Realschule Ergolding
- Fachschule für das Bauhandwerk der Baufachschule Niederbayern gGmbH
- Sonderpädagogisches Förderzentrum Landshut-Land
- Gymnasium Ergolding (geöffnet seit September 2013)

In der Grund- und Mittelschule waren 531 Schüler (davon 83 für den Mittlere Reife-Zug) für das Schuljahr 2014/2015 angemeldet. Die Grundschule Piflas besuchten 94, das Gymnasium Ergolding 316, die Staatliche Realschule 631 und das Sonderpädagogische Förderzentrum 164 Schüler.

#### Volkshochschule
Die Volkshochschule bietet jedes Semester ein umfangreiches Kursangebot für Bürger aller Altersklassen. Das Volkshochschulgebäude, in dem ein Großteil der Kurse stattfindet, ist neben dem Rathaus.

### Verkehr

#### Straßen
Das Straßennetz umfasst 65 km. Über die Anschlussstellen Landshut-Nord und Landshut/Essenbach besteht Anschluss an die A 92, die quer durch das Gemeindegebiet verläuft. Deren Zubringer sind die Bundesstraße 15 (umgeht den Markt südlich als vierspurige Schnellstraße) und die Bundesstraße 299 (verläuft durch Piflas und das Industriegebiet im Westen Ergoldings). Im Norden tangiert die Staatsstraße St 2143 (erbaut Ende der 1980er Jahre) als nördliche Umgehung Ergolding und verbindet die nördlichen Ortsteile Kopfham, Unterglaim, Käufelkofen, Oberglaim usw. Die Kreisstraße LA 26 umgeht Ergolding im Osten und bindet an die St 2143 und die A 92 bei Altheim (AS Landshut/Essenbach) an. Mit der „Osttangente Landshut“, die seit mehr als einem Jahrzehnt im Gespräch ist, soll ein zusätzlicher Isarübergang in den südlichen Teil des Landkreises geschaffen werden. Mit einem Verkehrsgutachten des Freistaats Bayern wird momentan deren Bedarf geklärt.
Seit 2015 wird eine kameragestützte Bestandsaufnahme des gesamten Straßennetzes gemacht zur Erstellung eines Sanierungsplanes für die nächsten Jahre. Kosten für Ausbau des Straßennetzes werden nicht mehr auf die Anlieger umgelegt.

#### Bahn
Das Gemeindegebiet queren die Bahnstrecken München-Regensburg und Landshut-Plattling. Der Haltepunkt Ergolding an der Strecke München–Regensburg wurde Mitte des 20. Jahrhunderts stillgelegt. Nächstgelegener Bahnhof ist Landshut (Bay) Hauptbahnhof.

#### Bus
Die Linien 2 und 12 binden Ergolding an das Landshuter Stadtbusnetz an.

#### Radwege
Derzeit plant der Markt Ergolding zusammen mit der Stadt Landshut die sogenannte Isarsteige, eine neue Rad- und Fußwegverbindung, die Ergolding mit dem östlichen Landshut verbinden soll.

## Kultur und Sehenswürdigkeiten

### Baudenkmäler

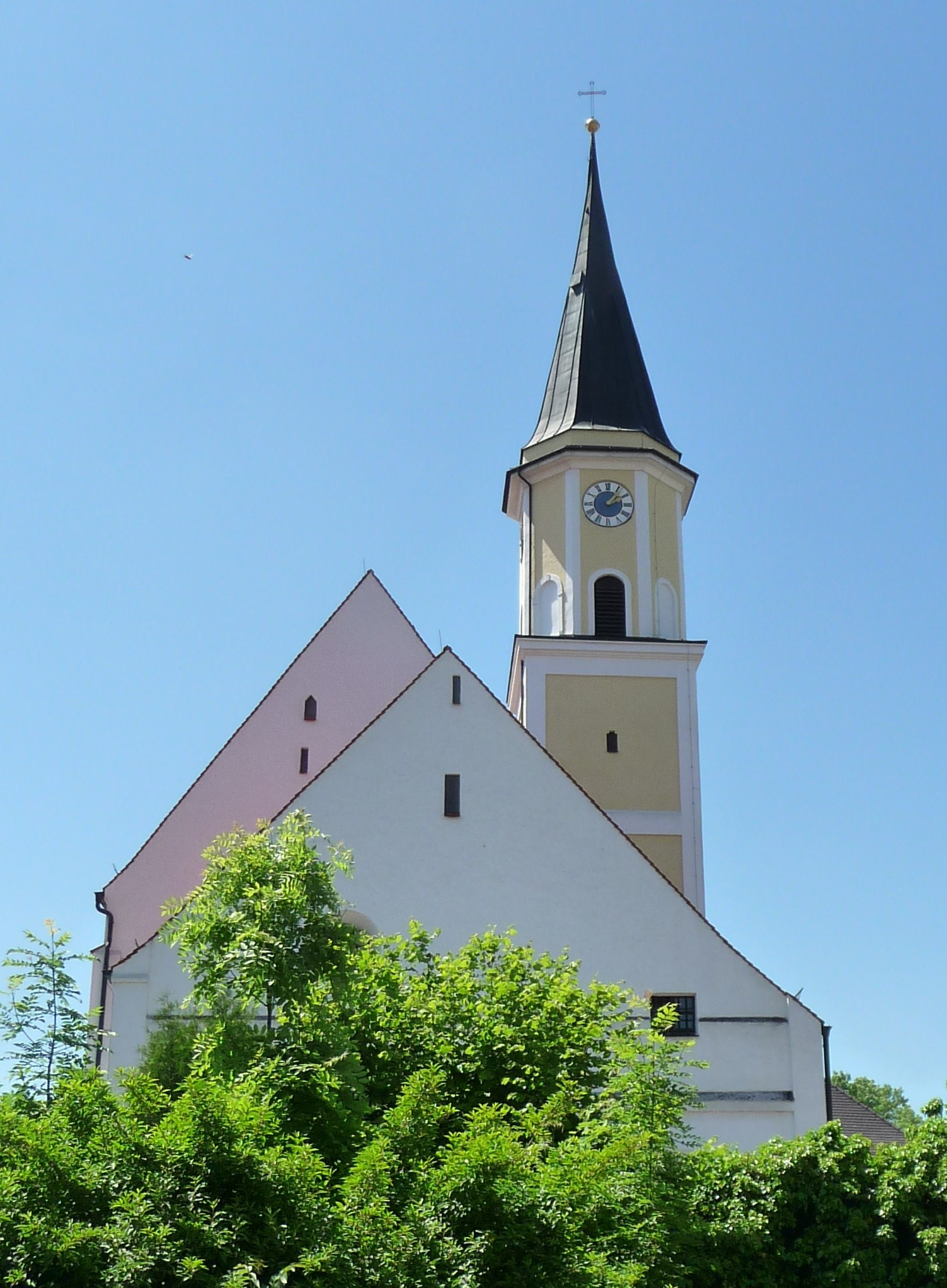
Die Pfarrkirche Mariä Heimsuchung

Pfarrkirche Mariä Heimsuchung: Der spätromanische Bau mit dreigeschossigem Turm wurde im Inneren barockisiert. Der Hochaltar von 1760 bis 1770 besitzt Schnitzfiguren von Christian Jorhan dem Älteren und eine Madonnenfigur von 1510 bis 1520. An den Seitenaltären befinden sich Figuren von Jorhan aus dem Jahr 1781. Die Kanzel stammt aus dem Jahr 1680, die Fresken schuf Sebastian Vischer 1767.

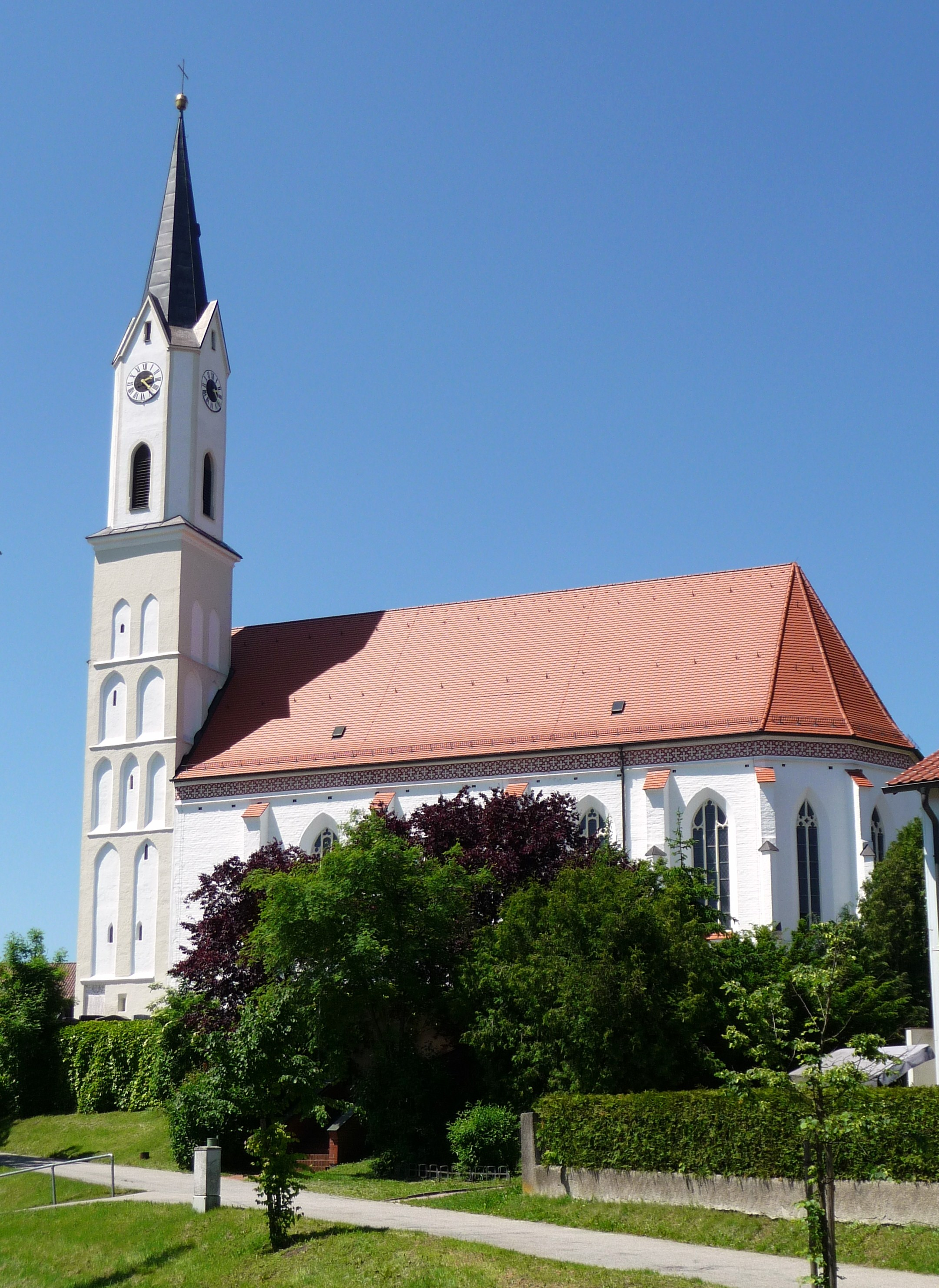
Die Kirche St. Peter

Kirche St. Peter: Die spätgotische einschiffige Hallenkirche des ausgehenden 15. Jahrhunderts besitzt einen älteren fünfgeschossigen Turm. Eine Wandbemalung von 1565 zeigt u. a. das Jüngste Gericht. Der größte Teil der Inneneinrichtung ist neugotisch mit zwei gotischen Schnitzfiguren: Christus erteilt den Segen (um 1500) und Maria mit Kind (um 1460).
St. Johannes (Piflas): Die Kirche St. Johannes (Piflas) wurde 1996 geweiht.

### Grünflächen und Naherholung
Zwischen Ergomar und Sportplatz entsteht ein Freizeitgelände mit Boulderfelsen zum Klettern, einer Dirt-Jump-Anlage, einer Multifunktionswiese, einem Bolzplatz, einem Obsthain sowie einem Barfußweg.

### Regelmäßige Veranstaltungen
Das Lindenfest im August wird von der Freiwilligen Feuerwehr Ergolding veranstaltet.
Das Dorffest im September wird von der Freiwilligen Feuerwehr Piflas veranstaltet.
Das Ergoldinger Volksfest wird im Mai von der Gemeinde veranstaltet.

### Sport
Eishockey: Der SC Ergolding war ein Eishockeyverein, der von 1985 bis 1995 am Spielbetrieb des Bayerischen Eissportverbandes (BEV) teilnahm. Die größten Erfolge des Vereins waren die Meisterschaften 1991 in der Bayerischen-Landesliga Gruppe II (BLL-Vizemeister 1991) und 1993 in der Bayerischen Bezirksliga Gruppe II. Heute gibt es in Ergolding noch eine Hobbymannschaft, die unter dem Namen „LA Flames“ an Eishockey-Hobbyligen teilnimmt.
Showtanz mit Hebefiguren: Die Showtanzgruppe Starlights des Sportvereins FC Ergolding hat 2012 bei den Meisterschaften des Deutschen Verbandes für Garde- und Schautanzsport teilgenommen. Sie erreichten den bayrischen Vizemeistertitel und den 3. Platz bei den Deutschen Meisterschaften in der Jugendklasse in der Kategorie Showtanz mit Hebefiguren.

## Persönlichkeiten

### Ehrenbürger
- Franz Pritscher, Pfarrer[60]
- Anton Pritscher, Diplom-Mathematiker, für die Verfassung des Heimatbuchs des Marktes Ergolding (Verleihung am 8. Januar 2000)

### Söhne und Töchter der Gemeinde
- Gustav Waldau (1871–1958), Schauspieler
- Heinz Winbeck (1946–2019), Komponist; geb. in Piflas
- Meinhard Prill (* 1954), Filmjournalist
- Gertraud Goderbauer (* 1955), Politikerin (CSU), 2003–13 Abgeordnete des Bayerischen Landtages
- Jürgen Luginger (* 1967), Fußballtrainer
- Judith Rosmair (* 1967), Schauspielerin